# Colonia Santa Rosa
Colonia Santa Rosa é um município da província de Salta, na Argentina.